# كاتارينا ساندستروم
كاتارينا ساندستروم (بالسويدية: Katarina Sandström)‏ هي صحفية ومقدمة تلفزيونية سويدية، ولدت في 20 مارس 1974 في أديس أبابا في إثيوبيا.

## روابط خارجية
- كاتارينا ساندستروم على موقع IMDb (الإنجليزية)
- كاتارينا ساندستروم على موقع قاعدة بيانات الأفلام السويدية (السويدية)